# Conterrâneos Velhos de Guerra
Conterrâneos velhos de guerra é um filme brasileiro do gênero documentário dirigido por Vladimir Carvalho lançado em 1990. O filme aborda a história dos candangos e um pouco da história de Brasília, contando com a participação especial de Oscar Niemeyer, Pompeu de Souza e Teodoro do Boi como interpretação especial. O longa-metragem também entrevista os operários da construção de Brasília, explicando suas origens nordestinas, com a trilha sonora de Zé Ramalho.

## Enredo
Em 1959 pessoas de diversas partes do Brasil, em sua maioria composta por nordestinos, chegam à Brasília para trabalhar na construção da futura capital brasileira. Assim como os canteiros de obra se espalham no meio do nada, os abusos aos trabalhadores também. Os trabalhadores das obras que ficaram conhecidos popularmente como 'candangos' sofreram muitos ataques, humilhações e exploração. O documentário busca explorar justamente essas histórias de sofrimento que os trabalhadores foram conduzidos.

## Elenco
- B. de Paiva

O arquiteto Oscar Niemeyer fez uma participação especial em Conterrâneos Velhos de Guerra

- Dona Suzana (operários e moradores de Brasília)
- Lúcio Costa
- Othon Bastos
- Oscar Niemeyer
- Pompeu de Souza
- Teodoro do Boi

## Mídia caseira
Apenas no ano de 2013, o filme ganhou uma versão em DVD. Anteriormente ao DVD, o filme estava disponível apenas em restritas fitas de Video Home System (VHS).

## Análise
O professor Eduardo Leone, da Escola de Comunicações e Artes (ECA) vinculada a Universidade de São Paulo (USP), fez comentários elogiosos ao filme e o comparou com uma Ópera. Para Leone, "uma manipulação de um efeito dramático, nos expulsaria de um envolvimento apenas com o discurso das imagens documentais, resgatando, através da montagem, o discurso do narrador que intervém na narrativa e na diegese. As inserções branco e preto deveriam funcionar como breques paralisadores da ação, no sentido de produzirem pequenas e abruptas intervenções, subvertendo o discurso documental."

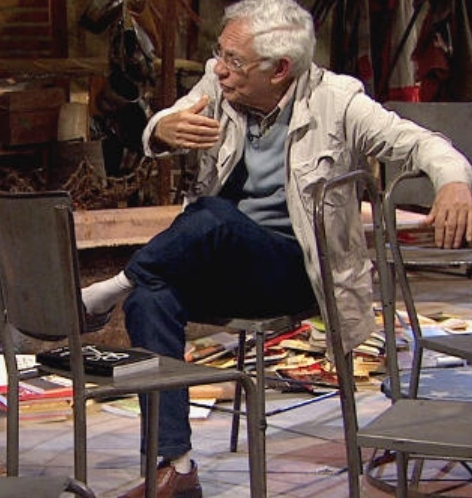
O diretor do longa, Vladimir carvalho

## Prêmios e indicações
No ano de 1990, o filme venceu o prêmio Margarida de Prata oferecido pela Conferência Nacional dos Bispos do Brasil (CNBB) para filmes brasileiros que ressaltem valores humanos, éticos e espirituais, visando ampliar a consciência crítica e artística do público brasileiro. O filme venceu o prêmio especial do Júri do Festival de Gramado de 1992. No ano de 1994, o documentário venceu o Associação Paulista de Críticos de Arte (APCA) de Melhor filme.